# Bibra (bei Jena)
Bibra ist eine Gemeinde im Südwesten des thüringischen Saale-Holzland-Kreises und Teil der Verwaltungsgemeinschaft Südliches Saaletal.

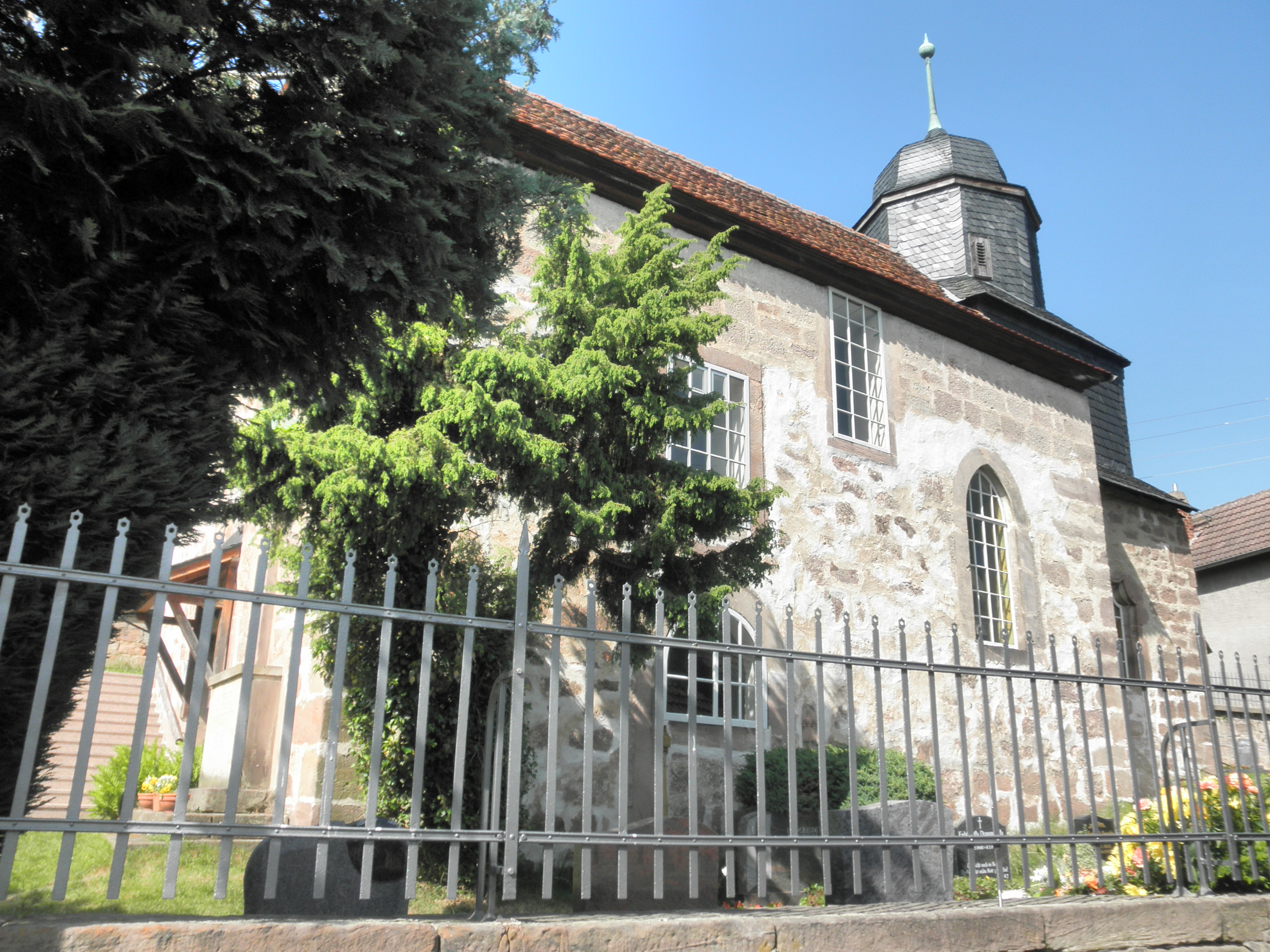
Kirche St. Paulus in Bibra

## Geografie
Bibra liegt auf 191 m ü. NN, drei Kilometer westlich der Stadt Kahla. Das 4,38
km² große Gemeindegebiet umfasst einen Abschnitt des ökologisch bedeutenden Reinstädter Grundes. Zur Gemeinde gehört der nördlich des Hauptortes Bibra gelegene Ortsteil Zwabitz.

## Geschichte
Die erste urkundliche Erwähnung von Bibra erfolgte 1337 als „Bibera“. 
Einzelne Juden in Bibra wurden erstmals im 17. Jahrhundert erwähnt. Im 19. Jahrhundert siedelten sich vermehrt jüdische Familien im Ort an. Juden hatten 1875 bei 663 Einwohnern einen Anteil von 20 %. Eine Synagoge wurde als Neubau 1846 eingeweiht. Gab es vor 1933 noch 129 jüdische Einwohner, waren es 1938 nur noch 70. Am 9. November 1938 wurden alle jüdischen Männer in das KZ Buchenwald verschleppt und nach einigen Wochen wieder entlassen. Ab 1942 kam es zu Deportationen in die Ghettos Bełżyce und Theresienstadt.
Zu einer Gebietsveränderung kam es in den 1970er-Jahren, als die vormals selbständige Gemeinde Zwabitz nach Bibra eingemeindet wurde.

## Sehenswürdigkeiten
Die evangelische Kirche St. Paulus ist das älteste Bauwerk des Ortes.
Fachwerkhäuser prägen das Ortsbild in den Ortskernen der beiden Ortsteile Bibra und Zwabitz. Eine zentrale Sehenswürdigkeit dürfte auch die Natur des Gemeindegebietes sein, das durch den landschaftlich und ökologisch wertvollen Reinstädter Grund dominiert wird. Die Nutzung des Reinstädter Grundes für den Fremdenverkehr wird im Rahmen des „sanften Tourismus“ angestrebt.

## Wappen
Wappenbeschreibung: „In Grün ein silbernes schreitendes Pferd, darunter in einem goldenen Schild eine grüne Tanne.“

## Persönlichkeiten
- Paul Friedrich Achat Nitsch (1754–1794), deutscher Schriftsteller und Geistlicher, Pfarrer von Bibra